# Distrito de Sobrance
El distrito de Sobrance (en eslovaco Okres Sobrance) es una unidad administrativa (okres) de Eslovaquia Oriental, situado en la región de Košice, con 23 776 habitantes (en 2001) y una superficie de 538 km². Su capital es la ciudad de Sobrance.

## Demografía
| Año        | 1994   | 2004    | 2014    | 2024    |
| ---------- | ------ | ------- | ------- | ------- |
| Población  | 23 742 | 23 447  | 22 765  | 22 195  |
| Diferencia |        | −1,24 % | −2,90 % | −2,50 % |

| Año        | 2023   | 2024    |
| ---------- | ------ | ------- |
| Población  | 22 226 | 22 195  |
| Diferencia |        | −0,13 % |

## Ciudades (población año 2017)
- Sobrance (capital) 6289

## Municipios
- Baškovce 247
- Beňatina 186
- Bežovce 992
- Blatná Polianka 157
- Blatné Remety 686
- Blatné Revištia 201
- Bunkovce 363
- Choňkovce 537
- Fekišovce 303
- Hlivištia 370
- Horňa 346
- Husák 168
- Inovce 205
- Jasenov 300
- Jenkovce 430
- Kolibabovce 193
- Koňuš 344
- Koromľa 433
- Krčava 410
- Kristy 304
- Lekárovce 897
- Nižná Rybnica 419
- Nižné Nemecké 337
- Orechová 257
- Ostrov 296
- Petrovce 203
- Pinkovce 172
- Podhoroď 355
- Porostov 207
- Porúbka 417
- Priekopa 297
- Remetské Hámre 561
- Ruská Bystrá 112
- Ruskovce 257
- Ruský Hrabovec 303
- Sejkov 198
- Svätuš 109
- Tašuľa 188
- Tibava 543
- Úbrež 796
- Veľké Revištia 521
- Vojnatina 249
- Vyšná Rybnica 383
- Vyšné Nemecké 234
- Vyšné Remety 409
- Záhor 661